# Nuoto ai Giochi della XI Olimpiade - 200 metri rana maschili
La competizione 200 metri rana maschili di nuoto dei Giochi della XI Olimpiade si è svolta nei giorni dal 12 al 14 agosto 1936 al Berlin Olympic Swim Stadium

## Risultati

### Batterie
13 agosto 1936 ore 16:00
I primi tre di ogni serie più il miglior tempo degli esclusi furono ammessi alle semifinali.
| Pos. | Atleta             | Nazione     | Tempo  |
| ---- | ------------------ | ----------- | ------ |
| 1    | Tetsuo Hamuro      | Giappone    | 2'42"5 |
| 2    | Erwin Sietas       | Germania    | 2'44"6 |
| 3    | Ray Kaye           | Stati Uniti | 2'48"5 |
| 4    | Jikirum Adjaluddin | Filippine   | 2'50"2 |
| 5    | Julius Edgar Arp   | Brasile     | 3'02"6 |

| Pos. | Atleta       | Nazione     | Tempo  |
| ---- | ------------ | ----------- | ------ |
| 1    | Saburo Ito   | Giappone    | 2'45"8 |
| 2    | Jochen Balke | Germania    | 2'46"4 |
| 3    | Jack Kasley  | Stati Uniti | 2'54"4 |
| 4    | Erik Skou    | Danimarca   | 2'57"6 |
| 5    | Percy Belvin | Bermuda     | 3'09"8 |
| 6    | Albert Puddy | Canada      | 3'10"2 |

| Pos. | Atleta                  | Nazione     | Tempo  |
| ---- | ----------------------- | ----------- | ------ |
| 1    | John Higgins            | Stati Uniti | 2'48"8 |
| 2    | Arsad Alpad             | Filippine   | 2'52"6 |
| 3    | Finn Jensen             | Danimarca   | 2'55"7 |
| 4    | Antônio Luiz dos Santos | Brasile     | 2'56"8 |
| 5    | Mohamed Hassanein       | Egitto      | 2'58"9 |
| -    | Jorge Berroeta          | Cile        | DQ     |

| Pos. | Atleta         | Nazione        | Tempo  |
| ---- | -------------- | -------------- | ------ |
| 1    | Leonard Spence | Bermuda        | 2'52"0 |
| 2    | Gerald Clawson | Canada         | 2'54"7 |
| 3    | Felix Erbert   | Cecoslovacchia | 2'55"7 |
| -    | Carlos Reed    | Cile           | DQ     |

| Pos. | Atleta            | Nazione   | Tempo  |
| ---- | ----------------- | --------- | ------ |
| 1    | Reizō Koike       | Giappone  | 2'43"8 |
| 2    | Teófilo Yldefonso | Filippine | 2'47"4 |
| 3    | Arthur Heina      | Germania  | 2'48"5 |
| 4    | Hans Malmström    | Danimarca | 2'56"5 |

### Semifinali
14 agosto 1936 ore 15:00
I primi tre di ogni serie più il miglior tempo degli esclusi furono ammessi alla finale.
| Pos. | Atleta             | Nazione     | Tempo  |
| ---- | ------------------ | ----------- | ------ |
| 1    | Reizō Koike        | Giappone    | 2'44"5 |
| 2    | Jochen Balke       | Germania    | 2'45"4 |
| 3    | Saburo Ito         | Giappone    | 2'45"5 |
| 4    | Ray Kaye           | Stati Uniti | 2'49"2 |
| 5    | Jikirum Adjaluddin | Filippine   | 2'54"0 |
| 6    | Arsad Alpad        | Filippine   | 2'54"6 |
| 7    | Finn Jensen        | Danimarca   | 2'54"8 |
| 8    | Gerald Clawson     | Canada      | 2'55"6 |

| Pos. | Atleta            | Nazione        | Tempo  |
| ---- | ----------------- | -------------- | ------ |
| 1    | Tetsuo Hamuro     | Giappone       | 2'43"4 |
| 2    | John Higgins      | Stati Uniti    | 2'44"0 |
| 3    | Erwin Sietas      | Germania       | 2'44"8 |
| 4    | Teófilo Yldefonso | Filippine      | 2'46"8 |
| 5    | Arthur Heina      | Germania       | 2'47"3 |
| 6    | Jack Kasley       | Stati Uniti    | 2'53"4 |
| 7    | Felix Erbert      | Cecoslovacchia | 2'53"5 |
| -    | Leonard Spence    | Bermuda        | DQ     |

### Finale
15 agosto 1936 ore 15:30
| Pos.    | Atleta            | Nazione     | Tempo  |
| ------- | ----------------- | ----------- | ------ |
| Oro     | Tetsuo Hamuro     | Giappone    | 2'41"5 |
| Argento | Erwin Sietas      | Germania    | 2'42"9 |
| Bronzo  | Reizō Koike       | Giappone    | 2'44"2 |
| 4       | John Higgins      | Stati Uniti | 2'45"2 |
| 5       | Saburo Ito        | Giappone    | 2'47"6 |
| 6       | Jochen Balke      | Germania    | 2'47"8 |
| 7       | Teófilo Yldefonso | Filippine   | 2'51"1 |